# 平尾勇気
平尾 勇気（ひらお ゆうき、1981年3月10日 - ）は、日本の歌手、俳優、タレントである。父親は作曲家、歌手の平尾昌晃。母親は元歌手の小沢深雪。東京都港区西麻布生まれ。血液型はO型。

## 来歴・人物
平尾昌晃の三男として生まれる。長兄は異母兄で、次兄は同母兄。
中学時代、影響の受けた長渕剛や尾崎豊、安全地帯、玉置浩二などの楽曲をカバーする。特に玉置浩二は一番影響を受けたアーティストだという。
毎日の様にギターを弾き、15歳の頃には作詞作曲を始める。ギターは独学で学んだ。その頃からニューヨークに住む母親・小沢深雪のもとでブロードウェイや数々のライブを見るなど様々な音楽に触れ始める。日本に帰国後、自身の作曲の数は100曲を超える。
18歳の頃には、山本譲二のディナーショーなどに呼ばれ、前座として松山千春、桑名正博、水前寺清子などと共演を果たしている。その後、親交の深いアントニオ猪木の紹介で川村龍夫と出会い、川村の創立したケイダッシュに所属。
2004年、ポニーキャニオンレコードからメジャーデビュー。自ら作詞作曲した『ハダカの楽園』はTBS番組『サンデージャポン』のエンディングテーマ曲になり有線チャート3位を獲得。日本レコード大賞新人賞候補にノミネートされる。また、東日本復興チャリティーライブでは、父、平尾昌晃と共演も果たしている。
タレントとしても活動。派手な衣装を身にまとい、トレードマークのサングラス姿で、日本テレビ『ダウンタウンDX』『踊る!さんま御殿!!』『ナイナイアンサー』『有吉反省会』、TBS『ご対面バラエティー 7時にあいましょう』などのバラエティ番組に出演。
俳優としても、ドラマ『H2～君といた日々』『水戸黄門』『傷だらけのラブソング』などに出演。

## 楽曲作品
- JSG株式会社 社歌『虹』作詞作曲
- 『キャリーH』CM 作編曲 唄
- 『粛 海風』CM 「私の城下町」唄

### シングル
|     | 発売日         | タイトル                                          | 規格品番                                    | 収録曲 | 備考             |
| --- | -------------- | ------------------------------------------------- | ------------------------------------------- | --- | ---------------- |
| 1st | 2004年06月02日 | ハダカの☆楽園                                     | PCCA-02032:初回生産限定盤 PCCA-70074:通常盤 | 1. ハダカの☆楽園 [5:25] 【作詞:平尾勇気/編曲:菊地創】 2. ガルシアの涙 [5:16] 【作詞:平尾勇気/編曲:菊地創】 3. ハダカの☆楽園 (instrumental)                                                                                              | オリコン最高49位 |
| 2nd | 2004年09月15日 | グッド・バイ・マイ・ラブ/優夏～この夏を忘れない～ | PCCA-70088                                  | 1. グッド・バイ・マイ・ラブ [3:26] 【作詞:なかにし礼/作曲:平尾昌晃/編曲:菊地創】 2. 優夏～この夏を忘れない～ [5:29] 【作詞:平尾勇気/編曲:菊地創】 3. グッド・バイ・マイ・ラブ (instrumental) 4. 優夏～この夏を忘れない～ (instrumental) |                  |

## ミュージックビデオ
| 監督     | 曲名                                                      |
| 大熊一成 | 「グッド・バイ・マイ・ラブ」「優夏～この夏を忘れない～ 」 |
| 牧野耕一 | 「ハダカの☆楽園」                                         |

## テレビ番組
- ダウンタウンDX
- 踊る!さんま御殿!!
- 有吉反省会
- 世界ウルルン滞在記
- 有吉ゼミ
- ご対面バラエティー 7時にあいましょう
- 有吉弘行のダレトク!?
- ヒルナンデス
- メッセンジャーの○○は大丈夫なのか?
- マルコポロリ
- えみちゃんねる
- さんまのからくりTV

## ドラマ出演
- H2～君といた日々
- 水戸黄門第38部 第3話「昼行灯とあっぱれ女房・石見」 - 中島吉十郎役（2008年、TBS・C.A.L）
- Xmasなんて大嫌い
- 傷だらけのラブソング
- 大岡越前 (テレビドラマ)

## 脚註
1. ↑  https://profile.ameba.jp/ameba/yuki-hirao
2. ↑  昌晃とその最初の妻との子